# Fekete gyémántok (film, 1976)
A Fekete gyémántok Jókai Mór azonos című regényéből 1976-ban készült, 1977-ben bemutatott színes, magyar filmdráma, Várkonyi Zoltán rendezésében, Huszti Péter, Sunyovszky Szilvia, Haumann Péter, Szabó Sándor és Koncz Gábor főszereplésével. A film jeleneteit a Kazárhoz tartozó székvölgypusztai bányában, valamint a keszthelyi Helikon kastélymúzeumban vették fel.

## Történet
Az 1860-as években járunk. Berend Iván (Huszti Péter) egy vidéki kőszénbánya tulajdonosa Bondavárott. Ezenkívül szenvedélyes természetkutató, aki évek óta azon kísérletezik, hogyan lehetne eloltani a bányatüzet. Egy nap felkeresi régi osztálytársa, Kaulmann Félix (Haumann Péter) bécsi bankár, aki a környék szénvagyonának kiaknázásával szeretne hatalmas vagyonra szert tenni tőzsdespekulációval, ami Ivánt tönkretenné. Ráadásul magával viszi Iván egyik alkalmazottját, a szépséges román bányászlányt, Evilát (Sunyovszky Szilvia) is, akibe Iván beleszeret. Evila vőlegénye, a részeges Szaffrán Péter (Koncz Gábor) ezt azonban nem nézi jó szemmel, és bosszút esküszik Evila elrablói ellen.

## Szereplők
| Színész            | Szerep                       |
| ------------------ | ---------------------------- |
| Huszti Péter       | Berend Iván                  |
| Sunyovszky Szilvia | Evila                        |
| Haumann Péter      | Kaulmann Félix               |
| Szabó Sándor       | Sámuel apát                  |
| Koncz Gábor        | Szaffrán Péter               |
| Páger Antal        | Bondavári Thibald herceg     |
| Tolnay Klári       | Teudelinda grófnő            |
| Tordy Géza         | Gustaf Raune, francia mérnök |
| Somogyvári Rudolf  | Sondersheim báró             |
| Márkus László      | Fromm                        |
| Miklósy György     | Spitzhase                    |
| Bujtor István      | Salista őrnagy               |
| Bánsági Ildikó     | Bondavári Angéla             |
| Solti Bertalan     | Gyula bácsi                  |
| Kenderesi Tibor    | Pali bácsi                   |
| Inke László        | Csanta úr                    |
| Both Béla          | Mihók plébános               |
| Andai Györgyi      | Emerencia                    |
| Szatmári István    | Gruber                       |
| Nagy Gábor         | Géza gróf                    |
| Simon György       | Ödön gróf                    |
| Konrád Antal       | István gróf                  |
| Korcsmáros György  | Oszkár báró                  |
| Fehér Tibor        | Barnard bankár               |
| Várkonyi Zoltán    | Riccone                      |
| Tábori Nóra        | Fanny, öltöztetőnő           |
| Gyimesi Pálma      | Madame Risan, tánctanárnő    |
| Benkóczy Zoltán    | kantinos                     |
| Garics János       | A Kék Macska igazgatója      |
| Gálcsiki János     | konferanszié                 |
| Harangozó Teri     | dizőz                        |
| Hollós Melitta     | Evila anyja                  |
| Prókai István      | egy úr                       |
| Szombathy Gyula    | Gergely, bányász             |
| Zentay Ferenc      | főkomornyik                  |
| Sörös Sándor       | bányász                      |
| Dunai Tamás        | tőzsdés                      |
| Mezey Lajos        | tőzsdés                      |
| Spindler Béla      | Jacques                      |

Valamint: Gáti Oszkár, Hajdú Endre, Safranek Károly